# Hildebrandtia ornata
Espèce
Synonymes
- Pyxicephalus ornatus Peters, 1878
- Rana moeruensis Boulenger, 1901
- Rana budgetti Boulenger, 1903
- Rana ruddi Boulenger, 1907

Statut de conservation UICN

 LC  : Préoccupation mineure
Hildebrandtia ornata est une espèce d'amphibiens de la famille des Ptychadenidae.

## Répartition
Cette espèce se rencontre en Afrique subsaharienne jusqu'à 1 200 m d'altitude (Afrique du Sud, Angola, Bénin, Botswana, Cameroun, Côte d'Ivoire, Gambie, Ghana, Kenya, Malawi, Mali, Mozambique, Namibie, Nigeria, Ouganda, République centrafricaine, République démocratique du Congo, Sénégal, Swaziland, Tanzanie, Togo, Zambie, Zimbabwe),.

## Description
Hildebrandtia macrotympanum mesure jusqu'à 65 mm. Les mâles présentent une paire de sacs vocaux.

## Publication originale
- Peters, 1878 : Über die von Hrn. J. M. Hildebrandt während seiner letzten ostafrikanischen Reise gesammelten Säugethiere und Amphibien. Monatsberichte der Königlich preussischen Akademie der Wissenschaften zu Berlin, vol. 1878, p. 194–209 (texte intégral).